# Djibril Konaté
Djibril Konaté est un footballeur malien né à Kayes le 2 septembre 1980. Son poste de prédilection est latéral droit ou défenseur central.

## Biographie
Il a joué 169 matchs en Ligue 2.
En fin de contrat avec le Stade lavallois en 2016, il ne reçoit pas de proposition de prolongation et quitte le club.

## Clubs
- 2001-2003 :  FC Mantois
- 2003-2005 :  Fontenay-le-Comte VF
- 2005-2008 :  Chamois niortais
- 2008 :  Maccabi Petach-Tikva
- 2009 :  Fontenay-le-Comte VF
- 2009-2013 :  Chamois niortais
- 2013-2014 :  Angers SCO
- 2014-2016 :  Stade lavallois
- 2016-2017 :  Les Herbiers VF
- 2017-2018 :  Fontenay-le-Comte VF